# Flughafen Gorakhpur

i8
i11
i13
Der ca. 79 m hoch gelegene Flughafen Gorakhpur (englisch Gorakhpur Airport) ist ein nationaler Flughafen ca. 8 km (Fahrtstrecke) östlich der Millionenstadt Gorakhpur im Osten des Bundesstaats Uttar Pradesh im Norden Indiens.

## Geschichte
Der Flughafen ist ein separater Teil einer Basis der Indian Air Force. Das neue Terminal-Gebäude wurde im Jahr 2017 eingeweiht.

## Flugverbindungen
Der Flughafen Gorakhpur wird von mehreren indischen Fluggesellschaften angeflogen. Es gibt u. a. Flüge nach Delhi, Mumbai, Hyderabad, Allahabad, Lucknow, Kalkutta und Bangalore.

## Sonstiges
- Der Flughafen hat eine Start- und Landebahn mit einer Länge von ca. 2743 m.
- Betreiber ist die Airports Authority of India.